# Magazine Special
Magazine Special (マガジンSPECIAL, Magajin SPECIAL) é uma revista mensal japonesa de mangás shōnen que foi publicada pela Kodansha. A primeira edição da Magazine Special foi publicada em 5 de setembro de 1983. O público alvo da revista são adolescentes do sexo masculino. O tema dos mangás da revista geralmente involvem esportes e comédia romântica. Muitas das séries que foram publicadas na Magazine Special vieram de outras revistas da Kodansha, como da Weekly Shōnen Magazine.
Em agosto de 2016 a Kodansha anunciou que a edição de fevereiro de 2017 (lançada em 20 de janeiro de 2017) seria a ultima edição da revista.

## Séries que foram publicadas na revista
- Pastel
- Psycho Busters
- Love Letter
- School Rumble Z
- AI ga Tomaranai!
- Parallel
- Negima!? Neo
- Kagetora
- Tsubasa: WoRLD CHRoNiCLE - Niraikanai-hen
- Open Sesame
- Sumire♡16-sai!!
- Devil
- Fairy Girls
- EX - Shounen Hyouryuu
- Shuukan Shounen Girl
- Gang King
- Doukyuusei no Macho-kun
- Baymax
- Tribal 12
- Rikujou Bouei-tai Mao-chan
- Taiyou no Hitomi
- Ume Shigure
- Giant Step
- Kanade
- Joshidaisei Kateikyoushi Hamanaka Ai
- Puchi Puchi Tantan Puchi Tantan
- Kamigurai
- Souryuuden
- Ringo
- Toto
- Suteki Tantei Labyrinth
- Z Mazinger
- Koutarou Makaritooru! L
- Miami☆Guns
- Jooubachi: Vampire Queen Bee
- Tanpo
- Goal Den Age
- Mamama: Mahou Iinchou Mako-chan Mahou Shidou
- Captain Kid
- Akechi Keibu no Jikenbo
- Trickster
- Akagi Familia
- Tsukushi-biyori
- Seiten Koukou Idol-bu!
- Isshun no Kaze ni Nare
- Last
- Kimun Kamui
- Shinrei Chousa Shitsu: Office Rei
- Invisible Joe
- 30cm Star
- Tenkuu no Hasha Z
- Box!
- Neraiuchi!